# 山岳派

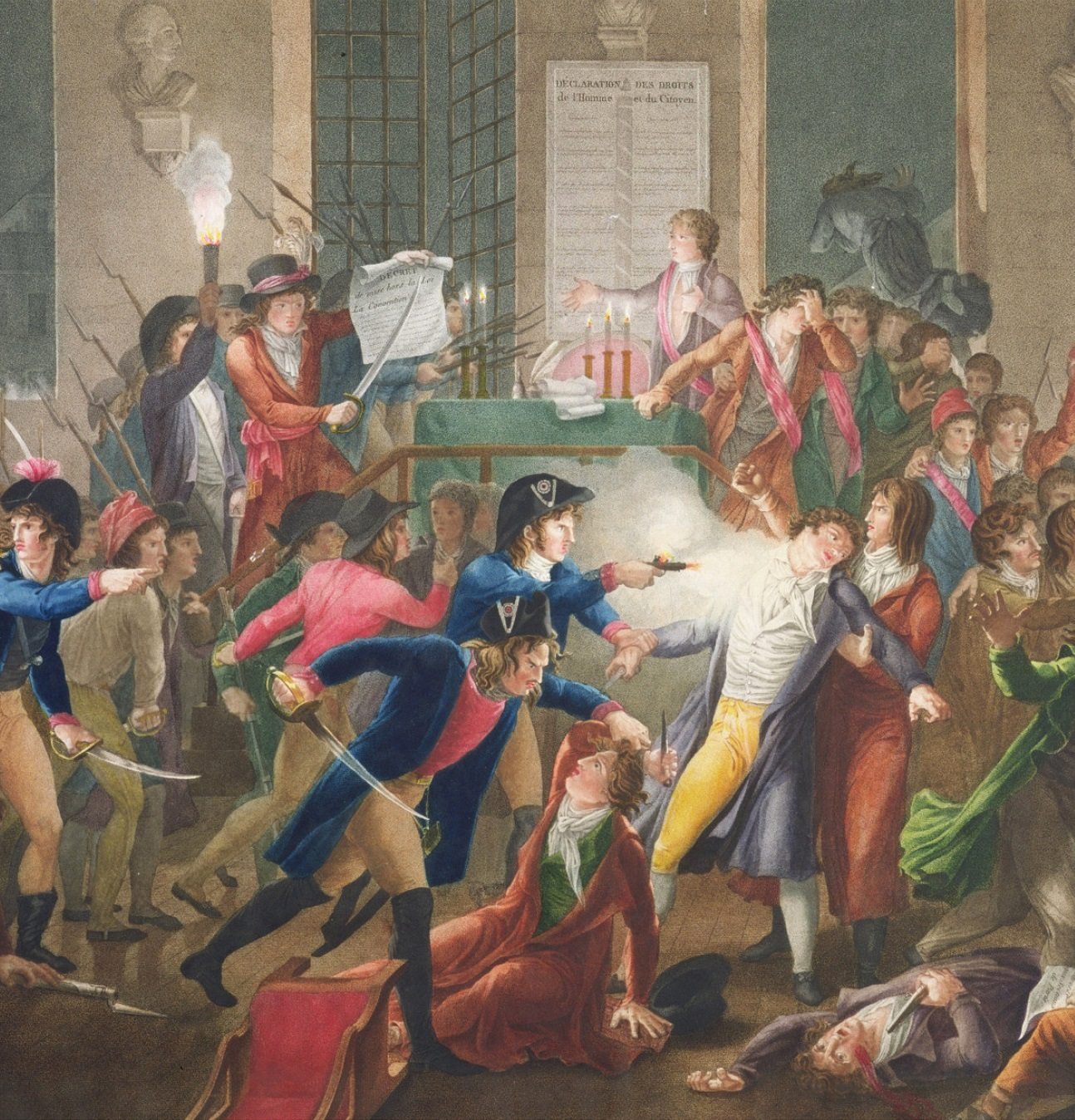
マクシミリアン・ロベスピエールと仲間の逮捕：画面の中央で憲兵メルダがロベスピエールに発砲している。（フュルシュラン＝ジャン・アリエの絵画（カルナヴァレ博物館所蔵）に基づいてジャン＝ジョゼフ＝フランソワ・タサールが制作した版画）

山岳派（さんがくは、フランス語: Montagnards; Montagnard, モンタニャール）とは、元々は党員が立法議会の最も高い位置の議席に座ったことでその名が付けられた フランス革命期の政治党派で、革命期最大の政治結社であったジャコバン派を母体とする。後にロベスピエールらを中心とする国民公会における左翼勢力となり、ジロンド派追放後は公安委員会を柱とする恐怖政治を行い独裁的権力を掌握するも分派の対立やロベスピエールの失脚によって解体、衰退していった。

## 概要
山岳派は最も急進的な党派であり、ジロンド派と対立した。「山岳派」の呼称が初めて用いられたのは立法議会の会期中で、広く用いられるようになったのは1793年だった。1793年の夏の時点では、山岳派とジロンド派と呼ばれる二つの小会派が同等の勢力をもち、国民公会を二分していた。1793年のうちに山岳派は勢力を拡大し、マクシミリアン・ロベスピエールに率いられて恐怖政治の中心となった。
山岳派は主に中間階級出身者で構成されていたが、実際はパリの選挙区から選出された者達の集まりだった。それゆえ山岳派は都市の意向に敏感で、労働者階級サン・キュロットの要求に強く反応した。農村の土地改革を行おうとしたこともあったが、殆どは実行に移されなかった。山岳派は農村部の要求よりも都市の労働者階級の要求に応えようとする傾向があった。山岳派はパリに最善であることがフランス全土に最善であるとの信念で活動した。
ジロンド派は立法議会時代に作られた穏健派の党派であった。ジロンド派は、過激な山岳派の代議士にとって、敵とでもいうべき存在だった。ジロンド派はルイ16世の処刑を避けることを望み、投票によって立法を覆せる憲法を支持した。山岳派はジロンド派がパリに対して陰謀を企んでいると激しく非難した。なぜならジロンド派が提案した憲法のこの注記により、フランスの農村部は山岳派の主要な選挙区であるパリの利益になる法律に反して投票できるようになるからである。しかし実際に対立が生じたのは、山岳派とジロンド派の間ではなく、山岳派のうち少数の好戦的な者と国民公会の多数派の間であった、という指摘も存在している。
山岳派は全体としては党派としてまとまっておらず、自身が異なる党派を代表することになるマクシミリアン・ロベスピエールやジョルジュ・ダントン、ジャック・ルネ・エベールのような指導者を当てにした。ダントンが山岳派の穏健派を（同志はダントン主義者として知られることになる）率いた一方で、ジャーナリストのエベールは、急進的な憂国の山岳派として（エベールの信奉者はエベール主義者として知られることになった）同志を得た。このように完全な一枚岩ではなかったものの、サントノーレ通りで行われた毎夜の集会は、山岳派にとっての一種の党員集会とみなすことができる。1793年6月、山岳派は急進的なサン・キュロットの支援を得て議会の穏健なジロンド派の大半を追放することに成功した。
この政変に続いてエロールセキュエル率いる山岳派は、速やかに新憲法に関する立憲作業を開始し、8日後にはこれを完成させた。公安委員会は6月10日に議会に憲法を報告し、最終草案が6月24日に可決された。このように手続きが急速に進められたのは、山岳派の著名な党員であるロベスピエールが6月10日に「良き市民が憲法を要求した」、そして「山岳派の仕事であるこの憲法が、愛国的な代議士からの回答となるだろう」と発表したためである。この山岳派による新憲法は1793年憲法と呼ばれているが、しかし実際には施行されることはなかった。後にロベスピエールが「革命を擁護する」ために自分と公安委員会に独裁権を与えたことで、1793年憲法は放棄された。

## 歴史

### 起源
早い段階において山岳派について記述した文章は漠然としていたため、山岳派という概念がいつ生じたかを正確に示すのは困難である。元々山岳派はジャコバン派の討論会において最上段の列に座る人々を意味していた。山岳派は1793年以前より急進的・過激な主張をすることで知られていたが、その主張は確固たるものではなく、事件・出来事に反応して左右に揺れ動いた。最初はジャン＝バプティスト・ロベール・リンデやジャンボン・サンタンドレといった著名な山岳派指導者は、穏健なジロンド派に近い主張をしていた。しかし国内外に脅威が出現すると、多くの穏健派は（かつて急進派に反対していた者さえも）、急進的な試みを押し進める必要を感じた。1792年12月に国王ルイ16世の裁判が行われて初めて、国王を処刑する方針で山岳派が団結し、山岳派の理想と権力が確固たるものとなった。

### 山岳派の興隆と恐怖政治
山岳派の興隆は、ジロンド派の凋落と符合する。1791年6月20日には国王ルイ16世がフランスからの脱出を試みるという事件が発生したが、ジロンド派はこれにどう対処すべきか統一した見解を持てなかった。一部のジロンド派は、国王を処刑することは得策ではなく、むしろ権威の象徴として利用すべきだと主張した。ジロンド派がまとまりを欠く一方で、山岳派は1792年12月-1793年1月の裁判で一致した立場を取り、国王を処刑することを主張した。
山岳派の主張が通り国王の処刑が実行されると、山岳派はこの機を利用してジロンド派の信用を貶めようとした。これはかつてジロンド派も行っていた宣伝戦略だが、山岳派はジロンド派が嘘つきあるいは革命の敵であると非難した。山岳派は立法委員会を立ち上げ、そこでニコラ・ヘンツが相続を制限することを提案し、山岳派への支持はより強くなった。ジロンド派はその後ジャコバン派からの脱退を余儀なくされ、1793年5月31日-6月2日には国民公会から排除された。抵抗の目論見は、全て弾圧された。その際マクシミリアン・ロベスピエールは公安委員会を利用することで山岳派に対する権力を確かなものにし続けた。

### 山岳派の政策
土地の再分配政策を実現しようとすることで、山岳派は農村部の貧困層にもアピールしようとした。1793年8月、山岳派の一員だったジャン＝ジャック・レジ・ド・カンバセレスは農業改革に関する法律の草案を作成した。そこで特に「小作料を軽減すること、待遇改善のため補償を行うこと、土地の無期限保有を確証すること」を強く主張した。この法律の目的の一つとして、南西部の小作人の不安を緩和することがあった。この草案が法律に反映されることはなかった。しかし徹底的な土地改革を含む草案は、山岳派が支持基盤として農村と都市両方の貧困層を満足させる必要性を認識していたことを示唆している。
貧困層の支援を目的とする別の政策として、山岳派は1793年に価格統制令を制定した。この法律は全面限界法令と呼ばれ、山岳派内部のアンラジェとして知られる先導者集団から支持されていた。この法律はフランス全土の価格と賃金を統制した。この時期、流通量が減少した為にパンの価格は上昇し、コロー・デルボワやビョー＝ヴァレンヌに主導されて、「日々の必需品」の買い占め・売り惜しみを禁じる法律が1793年に施行された。穀物の買い占め・売り惜しみは、死刑で処罰される犯罪となった。
山岳派により実行された他の経済政策に、フランス商品の輸出禁止令があった。この輸出禁止令の結果、フランスは外国市場と貿易することが基本的に不可能になり、あらゆる商品の輸入は事実上終了した。理論上は、外国の商品からフランスの市場を守り、フランスの人々が自国の商品を支持するようになるはずだった。輸出禁止令に加え、1793年10月に山岳派により可決された法律1651号によって、外国の船がフランス沿岸での貿易を行うことが禁止され、フランスは欧州全体からさらに孤立していった。

### 減退と凋落
山岳派の凋落と国民公会からの排斥は、革命の急進期が終わりロベスピエールが殺された1794年テルミドール10日（7月28日）頃から始まった。山岳派は強い団結を見せつけていたが、実際は内部にもロベスピエールに対する反対派が生じていた。その原因として、ロベスピエールと公安委員会があまりに強い権力を持ちすぎ、軍隊を厳しく統制したり政府内の汚職に対して厳罰で対処したことがあった。彼らの増長に対する対抗心で他の有力者が団結し、テルミドール9日にかけて多くの陰謀が企画された。かつてジョルジョ・ダントンに率いられていた一団が行動を起こしたのは、ロベスピエールに殺されるという恐怖からだった（テルミドールのクーデター）。
ロベスピエールの粛清はある種山岳派の内部抗争であり、その手法は山岳派がジロンド派のような他勢力を追放する手法と非常に似ていた。しかしロベスピエールは広く山岳派の中心と見なされていて、その死は山岳派の崩壊を象徴していた。ごく少数の者だけが山岳派を名乗り続けることを望み、その数はたったの約100名だった。結局のところ、1794年末には山岳派は大部分がクレスト（フランス語: crête）と呼ばれる党派に移行していて、実質的な権力を失っていた。

## 派閥と著名人
山岳派は著名な左翼会派二つ（ジャコバン派とコルドリエ・クラブ）が合併して1792年に誕生した。ジャコバン派は当初穏健な共和派で、コルドリエ・クラブは急進的な大衆主義者であった。1792年後半にダントンと支援者は、ロベスピエールとの決裂をきっかけにジロンド派との和解を求めた。1793年のジロンド派の裁判後にロベスピエールが権威主義政策を続ける一方でダントンは激しく穏健派になった。
ダントンの穏健派は、非山岳派全てとフランスの非キリスト教化運動の迫害を欲するジャック・ルネ・エベールのアンラジェとも対立していた。ロベスピエールが最初にエベール派（1794年3月）を、それからダントン派（1794年4月）を排除すると、この派閥は山岳派を支配した。これは平原派に支援された陰謀者数人がクーデターを行うテルミドールのクーデターまでのことであった。ロベスピエールと支持者を処刑し、テルミドール派左派を形成する山岳派から袂を分かった。生き残った山岳派は、逮捕されたり処刑されたり追放された。1794年から1795年にかけて山岳派は事実上抹殺された。
ロベスピエール派：
- マクシミリアン・ロベスピエール
- ルイ・アントワーヌ・ド・サン＝ジュスト
- ジョルジュ・クートン
- マリー＝ジャン・エロー・ド・セシェル（英語版）
- ピエール＝フランソワ＝ジョゼフ・ロベール（英語版）
- ポール・バラス
- ジョゼフ・フーシェ
- オーギュスタン・ロベスピエール
- ジャック＝ルイ・ダヴィッド
- ベルトラン・バレル（英語版）
- ピエール・ショデルロ・ド・ラクロ
- ジャック・ニコラ・ビョー＝ヴァレンヌ
- ジャン＝ランベール・タリアン
- ルイ＝ミシェル・ル・ペトリエ（英語版）
- フランソワ・アンリオ（英語版）
- ジャン＝バプティスト・ド・ラヴァレット（英語版）
- ジャン＝バプティスト・フルリオ＝レスコ（英語版）
- アントワーヌ・シモン

エベール派：
- ジャック・ルネ・エベール
- ピエール・ガスパル・ショーメット（英語版）
- ジャン＝ポール・マラー （支持者）
- ジャン＝バプティスト＝ジョゼフ・ゴベル（英語版）
- アナシャルスィ・クロー（英語版）
- フランソワ・シャボー（英語版）
- ジャン・バプティスト・ノエル・ブーショット（英語版）
- スタニスラス＝マリー・マイヤール
- フランソワ＝ニコラ・ヴァンサン（英語版）
- アントワーヌ＝フランソワ・モモロ（英語版）
- シャルル＝フィリップ・ロンザン（英語版）
- ジョゼフ・ル・ボン（英語版）
- ジャン＝バティスト・カリエ

穏健派：
- ジョルジュ・ダントン
- カミーユ・デムーラン
- ファーブル・デグランティン（英語版）
- トゥールーズのジュリアン（英語版）
- ルイ＝マリ・スタニスラス・フレロン
- ピエール・フィリポー（英語版）
- フランソワ・ジョゼフ・ウェステルマン（英語版）
- イザーク・ルネ・ギー・ル・シャプリエ（英語版）

## 選挙結果
| 選挙年   | 全投票者数   | 全投票者の 割合 | 獲得議席の総数 | +/– | 代表                           |
| -------- | ------------ | --------------- | -------------- | --- | ------------------------------ |
| 国民公会 |              |                 |                |     |                                |
| 1792年   | 907,200 (2)  | 26.7            | 200 / 749      | 64  | マクシミリアン・ロベスピエール |
| 立法院   |              |                 |                |     |                                |
| 1795年   | 不参加（６） | 不参加          | 64 / 750       | 136 |                                |
| 1798年   | 不明（1）    | 70.7            | 175 / 750      | 111 |                                |
| 1799年   | 不明（1）    | 不明            | 240 / 500      | 65  |                                |

## 参照
1. 1 2 3 4 5 6 7  日本大百科全書(ニッポニカ) コトバンク. 2018年11月9日閲覧。
2. 1 2 3 4 5 6 7 8  ブリタニカ国際大百科事典 小項目事典 コトバンク. 2018年11月9日閲覧。
3. 1 2 3  デジタル大辞泉 コトバンク. 2018年11月9日閲覧。
4. 1 2 3 4 5 6 7 8  百科事典マイペディア コトバンク. 2018年11月9日閲覧。
5. ↑  “Montagnard”.  Encyclopædia Britannica. 2018年11月9日閲覧。
6. ↑  Howard G. Brown (3 August 1995). War, Revolution, and the Bureaucratic State: Politics and Army Administration in France. Clarendon Press. p. 370
7. ↑  Edward Berenson (1984). Populist Religion and Left-Wing Politics in France. Princeton University Press. p. 308
8. ↑  世界大百科事典 第２版 - ジャコバン主義 コトバンク. 2018年11月9日閲覧。
9. 1 2 3  世界大百科事典 第２版 コトバンク. 2018年11月9日閲覧。
10. ↑  “The Girondins and Montagnards”.   Alpha History (2015年). 2018年11月9日閲覧。
11. ↑  Gregory Fremont-Barnes (2007). Encyclopedia of the Age of Political Revolutions and New Ideologies. Greenwood Press. p. 867
12. ↑  日本大百科全書(ニッポニカ) - ジャコバン派 コトバンク. 2018年11月9日閲覧。
13. ↑  Jeremy D. Popkin, A Short History of the French Revolution: Sixth Edition, (Pearson Education, Inc. 2006), 75-76.
14. ↑  William D. Edmonds, “The Siege” in Jacobinism and the Revolt of Lyon, (Clarendon Press, 1990), 249.
15. 1 2  Jeremy D. Popkin, A Short History of the French Revolution: Sixth Edition, (Pearson Education, Inc. 2006), 50-51.
16. ↑  R. R. Palmer, Twelve Who Ruled: The Year of the Terror in the French Revolution with a new foreword by Isser Woloch, (Princeton University Press, 2005),  26.
17. ↑  Jeremy D. Popkin, A Short History of the French Revolution: Sixth Edition, (Pearson Education, Inc. 2006), 62.
18. 1 2  Jeremy D. Popkin, A Short History of the French Revolution: Sixth Edition, (Pearson Education, Inc. 2006), 64-66.
19. ↑  R. R. Palmer, Twelve Who Ruled: The Year of the Terror in the French Revolution with a new foreword by Isser Woloch, (Princeton University Press, 2005), 25.
20. ↑  Jeremy D. Popkin, A Short History of the French Revolution: Sixth Edition, (Pearson Education, Inc. 2006), 66.
21. ↑  R. R. Palmer, Twelve Who Ruled: The Year of the Terror in the French Revolution with a new foreword by Isser Woloch, (Princeton University Press, 2005), 34.
22. ↑  R. R. Palmer, Twelve Who Ruled: The Year of the Terror in the French Revolution with a new foreword by Isser Woloch, (Princeton University Press, 2005), 35.
23. ↑  Jeremy D. Popkin, A Short History of the French Revolution: Sixth Edition, (Pearson Education, Inc. 2006), 67.
24. ↑  Jeremy D. Popkin, A Short History of the French Revolution: Sixth Edition, (Pearson Education, Inc. 2006), 71.
25. ↑  “Definition of 'mountain' - Collins English Dictionary”. 2018年11月9日閲覧。
26. 1 2  François Furet and Mona Ozouf. A Critical Dictionary of the French Revolution. (Belknap Press, 1989), 380-390.
27. 1 2  Jeremy D. Popkin, A Short History of the French Revolution, 5th ed. (Pearson, 2009), 72-77.
28. ↑  Marisa Linton, Choosing Terror: Virtue, Friendship, and Authenticity in the French Revolution. (Oxford U.P., 2013), 174–75.
29. ↑  Robert J. Alderson, This Bright Era of Happy Revolutions: French Consul Michel-Ange-Bernard Mangourit and International Republicanism in Charleston, 1792-1794. (U. of South Carolina Press, 2008), 9-10.
30. 1 2  P.M. Jones, “The ‘Agrarian Law’: Schemes for Land Redistribution during the French Revolution.” Past & Present no. 133 (1991): 112.
31. ↑  Jeremy D. Popkin, A Short History of the French Revolution: Sixth Edition, (Pearson Education, Inc. 2006), 68.
32. ↑  R.R. Palmer,  Twelve Who Ruled: The Year of the Terror in the French Revolution with a new foreword by Isser Woloch.  (Princeton University Press), 2005. 226.
33. ↑  R. R. Palmer, Twelve Who Ruled: The Year of the Terror in the French Revolution with a new foreword by Isser Woloch, (Princeton University Press, 2005), 226.
34. ↑  R. R. Palmer, Twelve Who Ruled: The Year of the Terror in the French Revolution with a new foreword by Isser Woloch, (Princeton University Press, 2005), 227.
35. ↑  Peter McPhee, Robespierre: A Revolutionary Life. (Yale U.P., 2012), 271.
36. ↑  “Montagnard”. Encyclopædia Britannica. 2018年11月9日閲覧。